# Східно-Європейський журнал передових технологій
"Eastern-European Journal of Enterprise Technologies" (укр. Східно-Європейський журнал передових технологій) — український науковий журнал, який індексується в міжнародній наукометричній базі даних Scopus з 2015 року.

## Загальна характеристика:
Рік заснування: 2003 р.
Видавець: ПП «ТЕХНОЛОГІЧНИЙ ЦЕНТР»
Видається з 2003 року Ідентифікатор медіа в Реєстрі суб'єктів у сфері медіа R30-01134
Атестовано Наказом Міністерства освіти і науки України № 735 від 29.06.2021 Категорія А
ISSN: 1729-3774 (Print), 1729-4061 (Online), ISSN-L 1729-3774
Всі статті з 2015 року індексуються наукометричною базою Scopus [Архівовано 5 квітня 2019 у Wayback Machine.]
Мови публікації: англійська
Архів журналу: link [Архівовано 11 січня 2020 у Wayback Machine.]
Рецензування, доступ: подвійне сліпе рецензування , Відкритий доступ
«Східно-Європейський журнал передових технологій» індексується в світових наукометричних базах даних і системах: Scopus, [Архівовано 5 квітня 2019 у Wayback Machine.] CrossRef, Index Copernicus, American Chemical Society, EBSCO, MIAR, [Архівовано 13 січня 2020 у Wayback Machine.], WorldCat, докладніше
Вебсторінки: website [Архівовано 12 квітня 2020 у Wayback Machine.], LinkedIn, Twitter [Архівовано 10 березня 2022 у Wayback Machine.]

## Галузь, мета та завдання:
Термінологію, яка використовується в самій назві журналу «Східно-Європейський журнал передових технологій», — «передові технології», слід розуміти як синонім «промислові технології», бо це всі ті кращі ідеї із науки, які можуть бути впроваджені в промисловість. Адже отримання конкурентоспроможної промислової продукції високої якості базується на впровадженні високих технологій з різних самостійних сфер наукових досліджень, але об'єднаних загальним кінцевим результатом — готовим високотехнологічним виробом. Серед цих наукових сфер: інформаційні технології і системи управління, інженерія, енергетика та енергозбереження. Публікація наукових статей саме за цими напрямками і є основними «векторами» розвитку «Східно-Європейського журналу передових технологій». Адже саме вони є тими напрямками наукових досліджень, результати яких можуть бути використані безпосередньо в сучасному промисловому виробництві: космічному та авіабудуванні, приладобудуванні, машинобудуванні, хімічній промисловості та металургії.
Мета журналу — усунути той розрив, який виникає між новими науковими знаннями, які швидко з'являються, і впровадженням їх у промисловість, що вимагає значно більшого часу. Промислові підприємства є активними передплатниками журналу СЄЖПТ та інженери з виробництва перевіряють практичну цінність тих наукових технологічних ідей, які рекомендуються до впровадження вченими-авторами «Східно-Європейського журналу передових технологій».
Завданням журналу для досягнення поставленої мети є формування «наукової складової» трансферу сучасних технологій з науки в промисловість. Тому в статтях, що публікуються в журналі, акцент робиться і на наукову новизну, і на практичну цінність.

## Періодичність журналу:
- 6 номерів на рік (лютий, квітень, червень, серпень, жовтень, грудень)